# Peblephaeus
Peblephaeus es un género de escarabajos longicornios de la tribu Lamiini.

## Especies
- Peblephaeus decoloratus (Schwarzer, 1925)
- Peblephaeus ishigakianus (Yokoyama, 1971)
- Peblephaeus lutaoensis Takakuwa, 1991
- Peblephaeus nobuoi (Breuning & Ohbayashi, 1966)
- Peblephaeus okinawanus (Hayashi, 1962)
- Peblephaeus satoi Makihara, 2003
- Peblephaeus yayeyamai (Breuning, 1955)
- Peblephaeus ziczac (Matsushita, 1940)